# Червиця трипс
Червиця трипс (Paracossulus thrips) — вид лускокрилих комах родини червиць (Cossidae).

## Поширення
Вид поширений у Східній Європі (Угорщина, Румунія, Україна, Росія), Туреччині і Казахстані.

## Спосіб життя
Метелики трапляються на степових ділянках, виходах лесових порід, ксерофільних луках тощо. Личинки живляться корінням полину (Artemisia).